# Quý tộc Áo

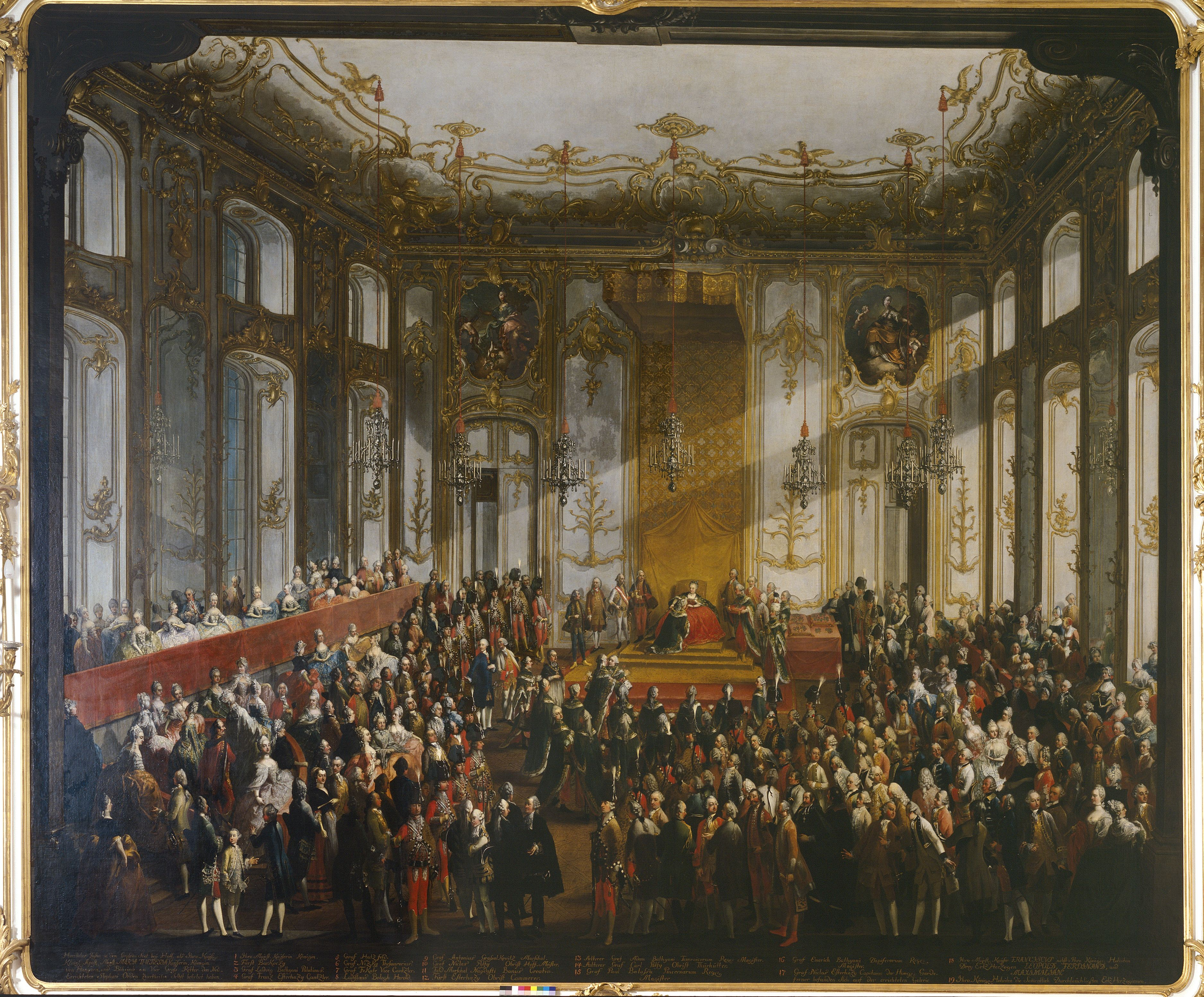
Triều đình Hoàng gia của Maria Theresia ở Hofburg, Vienna, Đại công quốc Áo

Quý tộc Áo (tiếng Đức: österreichischer Adel; tiếng Anh: Austrian nobility) là một nhóm tầng lớp có địa vị cao ở Áo, chính thức bị bãi bỏ vào năm 1919 sau khi Đế quốc Áo-Hungary sụp đổ. Các quý tộc vẫn là một phần của xã hội Áo ngày nay, nhưng họ không còn giữ bất kỳ đặc quyền cụ thể nào. Hệ thống quý tộc của Áo rất giống với của Đức (xem Quý tộc Đức), vì cả hai quốc gia trước đây đều là một phần của Đế chế La Mã Thần thánh (962–1806).
Bất kỳ quý tộc nào sống ở vùng đất do Vương tộc Habsburg cai trị, có lòng trung thành với vương triều, cũng được coi là một phần của tầng lớp quý tộc Áo. Điều này áp dụng cho bất kỳ thành viên nào thuộc Bohemia, Hungary, Ba Lan, Croatia và các quốc gia khác trong Quân chủ Habsburg. Cố gắng phân biệt giữa các sắc tộc có thể khó khăn, đặc biệt là đối với các quý tộc trong thời đại của Đế chế La Mã Thần thánh và Chế độ Quân chủ Áo-Hung (1867–1918). Ví dụ, một quý tộc từ Galicia, chẳng hạn như Bá tước Jordan-Rozwadowski, có thể tự gọi mình là quý tộc Ba Lan, nhưng ông ta cũng thuộc về giới quý tộc Áo.
Trong giới quý tộc Áo có thể được phân biệt thành 2 loại: quý tộc lịch sử sống trong các lãnh thổ của Đế chế Habsburg và những người có lòng trung thành với người đứng đầu triều đại đó cho đến năm 1918, và hậu duệ sau năm 1918 của quý tộc Áo — cụ thể là những người giữ lại Quốc tịch Áo, có gia đình ban đầu đến từ Áo, Nam Tyrol, Bắc Ý và Burgenland, hoặc những người được tôn vinh ở bất kỳ thời điểm nào dưới sự cai trị của Vương tộc Habsburg và tự nhận mình thuộc nhóm địa vị đó.

## Văn chương
- Binder-Krieglstein, Reinhard (2000). Österreichisches Adelsrecht 1868 – 1918/19: von der Ausgestaltung des Adelsrechts der cisleithanischen Reichshälfte bis zum Adelsaufhebungsgesetz der Republik unter besonderer Berücksichtigung des adeligen Namensrechts (bằng tiếng Đức). Frankfurt am Main [u.a.]: Peter Lang. ISBN 978-3-631-34833-8.
- von Coudenhove-Kalergi, Richard. Adel. Vienna. 1923.
- Frank-Döfering, Peter. Adelslexikon des österreichischen Kaisertums 1804–1918 (in German). Herder, Vienna 1989. ISBN 3-210-24925-3.
- Lieven, Dominic (1993). The aristocracy in Europe: 1815–1914 (ấn bản thứ 1). New York: Columbia Univ. Press. ISBN 0-231-08112-X..
- Siegert, Heinz. Adel in Österreich(in German). Vienna 1971.
- Stekl, Hannes. Adel und Bürgertum in der Habsburgermonarchie 18. bis 20. Jahrhundert(in German). Oldenbourg, Vienna 2004. ISBN 3-486-56846-9
- Walterskirchen, Gudula. Blaues Blut für Österreich (in German). Amalthea, Vienna 2000. ISBN 3-85002-452-0
- Walterskirchen, Gudula. Der verborgene Stand. Adel in Österreich heute (in German). Amalthea, Vienna 2007. ISBN 3-85002-428-8
- Der Gotha. Supplement. Der "Österreich-Gotha". Mit Ergänzungswerken zum deutschen Adel (in German). Saur, Munich 1997. ISBN 3-598-30359-9